# Coptodisca diospyriella
Coptodisca diospyriella is een vlinder uit de familie van de Heliozelidae. De wetenschappelijke naam van de soort is voor het eerst geldig gepubliceerd in 1874 door Chambers.